# Маунтвілл (Південна Кароліна)
Маунтвілл (англ. Mountville) — переписна місцевість (CDP) в США, в окрузі Лоренс штату Південна Кароліна. Населення — 100 осіб (2020).

## Географія
Маунтвілл розташований за координатами 34°22′23″ пн. ш. 81°58′39″ зх. д. / 34.37306° пн. ш. 81.97750° зх. д. (34.373012, -81.977447).  За даними Бюро перепису населення США в 2010 році переписна місцевість мала площу 7,41 км², з яких 7,37 км² — суходіл та 0,04 км² — водойми.

## Демографія
Згідно з переписом 2010 року, у переписній місцевості мешкало 108 осіб у 44 домогосподарствах у складі 28 родин. Густота населення становила 15 осіб/км².  Було 53 помешкання (7/км²).
Расовий склад населення:
| - 80,6 % — білих - 13,0 % — чорних або афроамериканців - 0,9 % — азіатів - 5,6 % — осіб інших рас |

До двох чи більше рас належало 0,0 %. Частка іспаномовних становила 5,6 % від усіх жителів.
За віковим діапазоном населення розподілялося таким чином: 21,3 % — особи молодші 18 років, 61,1 % — особи у віці 18—64 років, 17,6 % — особи у віці 65 років та старші. Медіана віку мешканця становила 40,5 року. На 100 осіб жіночої статі у переписній місцевості припадало 61,2 чоловіків;  на 100 жінок у віці від 18 років та старших — 63,5 чоловіків також старших 18 років.
Середній дохід на одне домашнє господарство  становив 46 149 доларів США (медіана — 46 528), а середній дохід на одну сім'ю — 40 752 долари (медіана — 41 806). За межею бідності перебувало 21,7 % осіб, у тому числі 53,3 % дітей у віці до 18 років та 0,0 % осіб у віці 65 років та старших.
Цивільне працевлаштоване населення становило 39 осіб. Основні галузі зайнятості: будівництво — 41,0 %, фінанси, страхування та нерухомість — 23,1 %, роздрібна торгівля — 17,9 %, виробництво — 17,9 %.